# 戦国無双 Chronicle 3
『戦国無双 Chronicle 3』（せんごくむそう クロニクル スリー）は、 2014年12月4日にコーエーテクモゲームスから発売されたPlayStation Vita、ニンテンドー3DS用のアクションゲーム。戦国無双シリーズの1つ。
キャッチコピーは「──強き想いが、歴史を動かす。」。

## 概要
オリジナルキャラクターを主人公とした『戦国無双 Chronicle』シリーズの3作目。戦国無双シリーズ10周年記念作品。『Chronicle』のバージョンアップ作品であった前作『Chronicle 2nd』とは異なり、今作はクロニクルシリーズの正当な続編となっている。また今作から3DSだけでなく新たにPS Vitaでも発売される。
メインとなる無双演武では前作同様に正史とIFが織り交ざったストーリーが展開されるが、『2nd』までに登場していた一部の戦い（金ヶ崎の戦い、大坂冬の陣など）が省略され、場合によっては全く語られない戦いもある。新モードとして『戦国無双 猛将伝』に登場した「練武館」が追加された。システム面では、『Chronicle』独自のシステムは変わらず、アクション要素やキャラクターなどは『戦国無双4』に準拠している。
本作ではセーブデータの引継ぎ要素は殆どなく、体験版で事前に作成した主人公のエディット結果を引き継げる程度に留まっている。PS Vita版のみ、『4』（機種問わず）で購入済みのダウンロードコンテンツを引き継ぐ事が可能。主に無双武将の衣装や主人公のエディットパーツ、軍馬が対象となるが、一部対象外となるコンテンツもある。